# Panier
Pour l’article homonyme, voir Panier (homonymie).
Pour les articles ayant des titres homophones, voir Pagnier, Panié et Pannier.

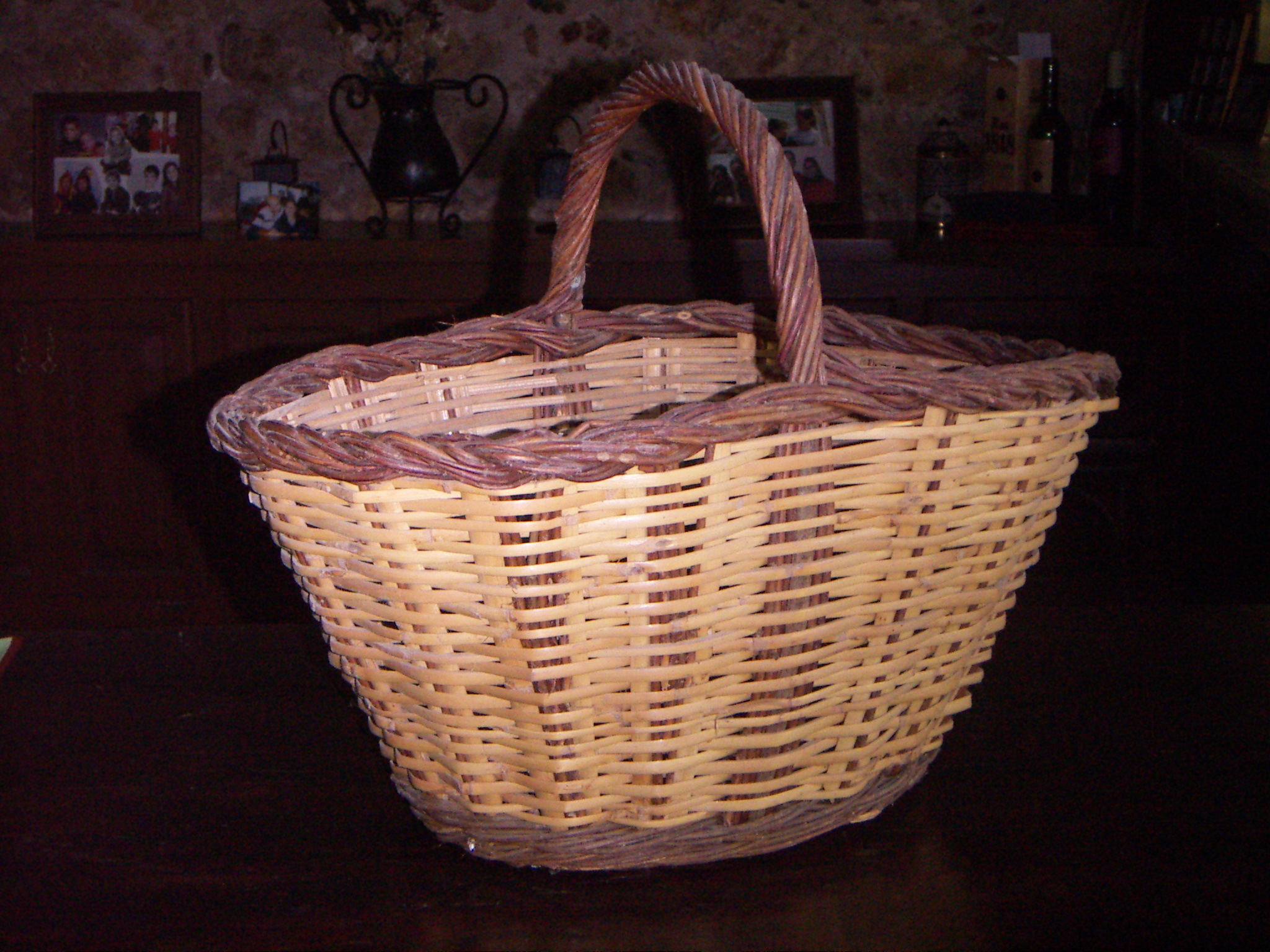
Panier en osier muni d'une anse

Un panier est à l'origine un réceptacle de vannerie, servant à contenir, à transporter des provisions ou marchandises, formé le plus souvent d'une corbeille tressé ou rigide, munie ou non d'une anse ou de plusieurs poignées. Une panière, mot féminin de même origine latine, usitée dans le Midi et autour de Lyon, peut désigner une grande corbeille à anses, de forme carrée ou oblongue, ou encore une malle en osier. D'autres matériaux le plus souvent fibreux, plus ou moins rigides, mais aptes au tressage, par exemple en se courbant ou se tordant facilement, se sont substitués à l'osier, des fibres polymères ou autres matières plastiques aux tiges de bois souple, comme le châtaignier ou le saule plus âgés, au rotin ou au jonc plus traditionnels.

## Étymologie
Les mots, "panier" au masculin, voire "panière" au féminin, dérivent du mot neutre latin pānārǐum,ǐi signifiant "corbeille à pain" et qui dérive du mot latin masculin pānis, is signifiant le pain, à l'instar du pānarǐus,ǐis, le boulanger. Les Romains employaient en réalité le terme classique neutre pluriel cănistra, órum, pour dénommer de façon générique "paniers, corbeilles" et son diminutif de même genre cănistella, órum. Ces paniers typiques du monde gréco-romain, diffusant le pain vers l'Occident, se retrouvent d'ailleurs en grec classique sous l'appellation d'origine χάναστρον.    
Le mot "panier" et son diminutif paneret sont attestés respectivement en ancien français en 1135 et en 1230. Le substantif féminin "panière" serait plus tardif, sous la forme "pennière" dans une variante du Roman de Renart au début du XIIIe siècle puis "panière" au XIVe siècle. Il est probablement que le glissement généralisateur du sens à un ustensile permettant de garder temporairement et de transporter de multiples produits ou achats ait été induit de manière ancienne et précoce, par un "panier à pain" pris comme panier à provision de bouche, pour garder et transporter l'ensemble des courses accomplies au marché.
Il existe un jour du panier chaque 30 fructidor et dernier jour de ce mois du calendrier républicain ou révolutionnaire français, généralement le 16 septembre du calendrier grégorien.

## Fabrication

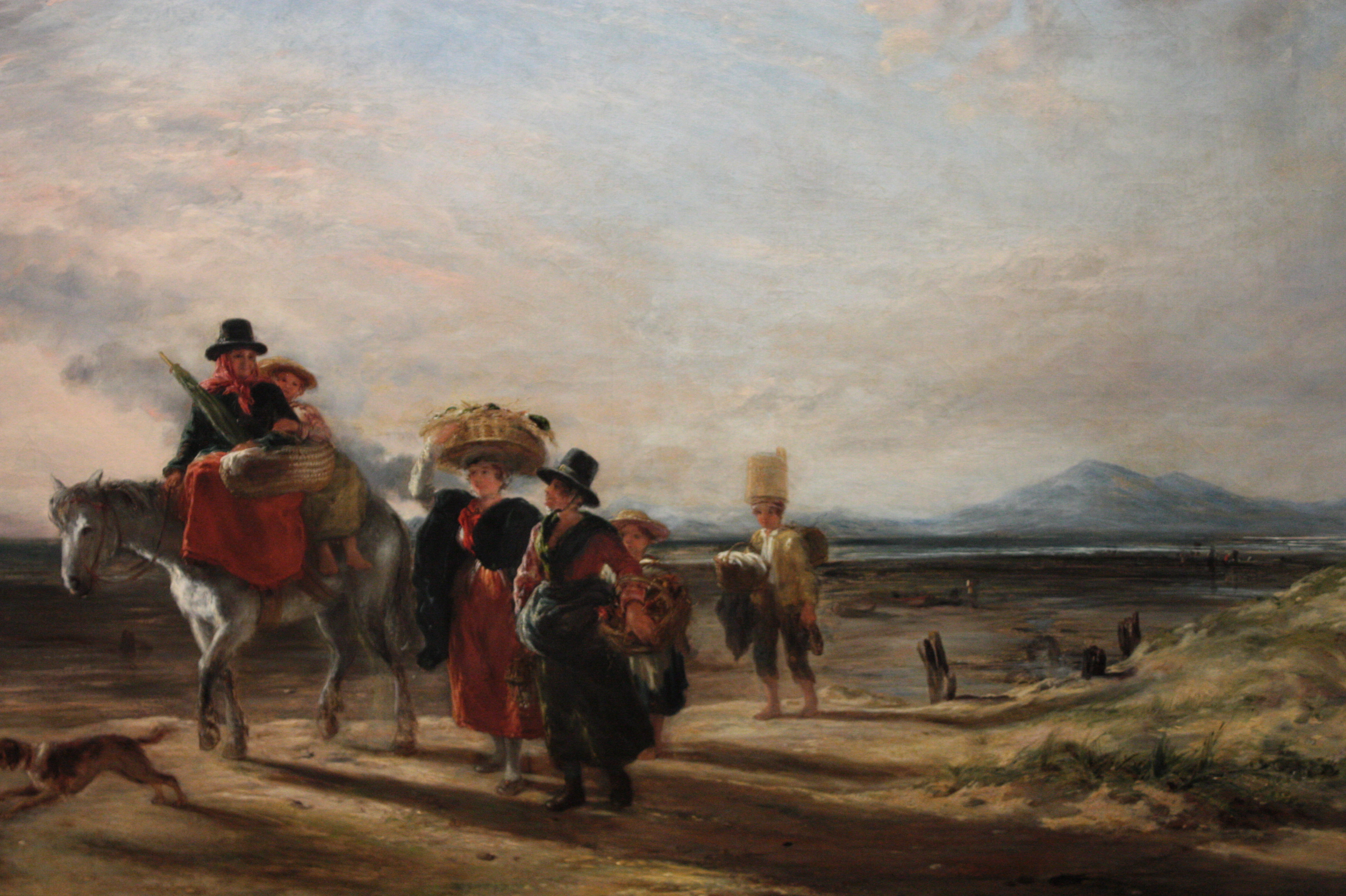
Barmouth Sands, tableau de William Collins, 1835.

Durant des siècles le panier a été uniquement un objet de vannerie fabriqué à la main à partir de divers matériaux, osier, jonc, châtaignier et diverses fibres dont la fibre de palmier.

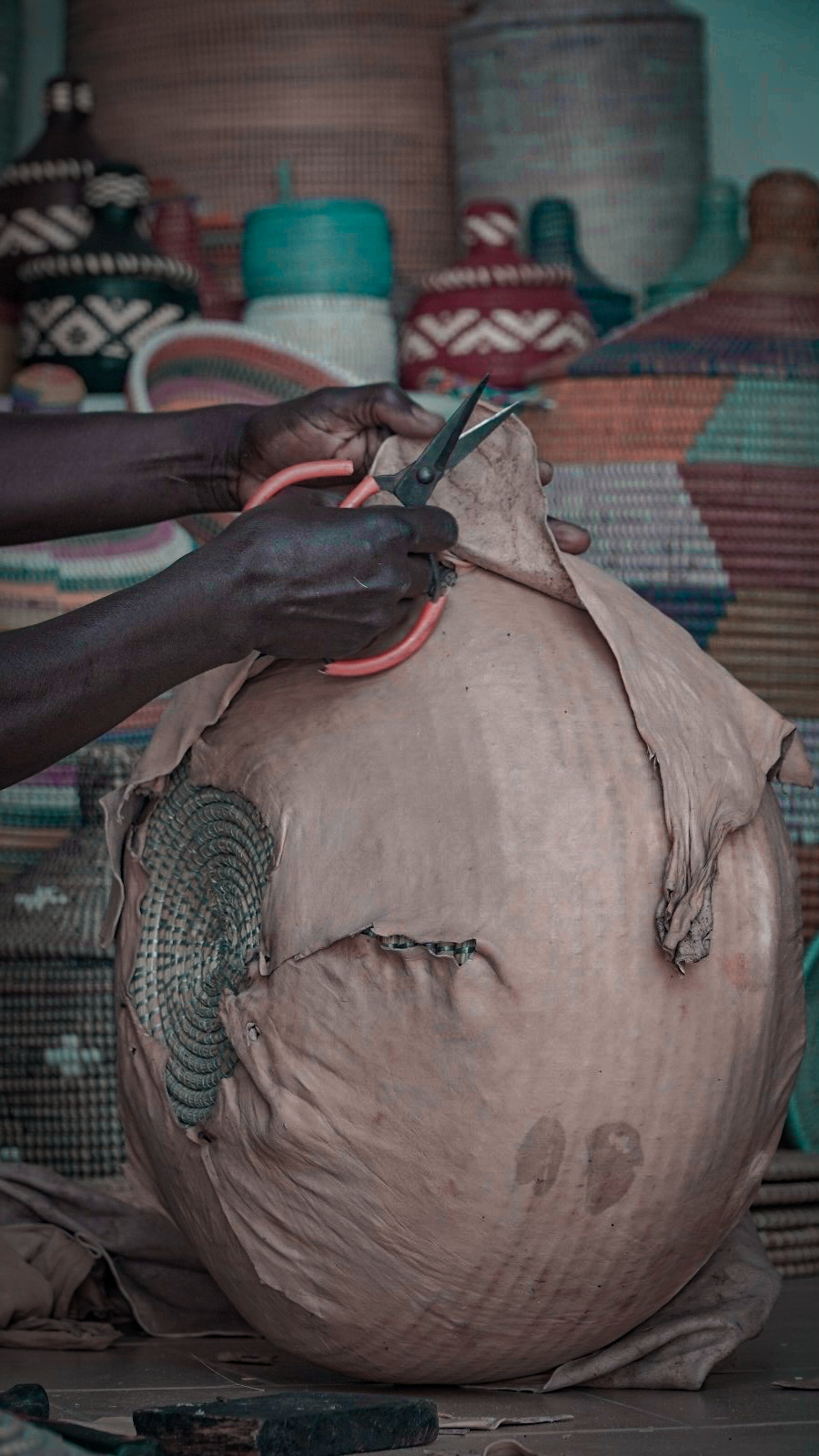
Fabrication de panier au Sénégal

Actuellement il existe aussi des paniers en fil de fer, en plastique, etc. Lorsque la matière moins rigide de ce panier moderne reste souple et flexible, le terme "sac" est  préférée.

## Types de paniers
Les variétés de paniers sont nombreuses, souvent pour obéir à des fonctions précises. Les paniers possédaient d'ailleurs chacun leurs noms spécifiques dans le monde paysan et artisanal. Une charmotte désigne à l'origine un panier ventral à bandoulière, utilisé pour la récolte des cerises. N'oublions pas les "panerées" ou contenus de divers paniers mesures de l'ancienne métrologie coutumière. En Lorraine, la zette, simple panier traditionnel, correspondait aussi à la contenance homonyme de ce panier et donc à une unité de contenance. Les diverses pommes se vendaient trivialement par panier.

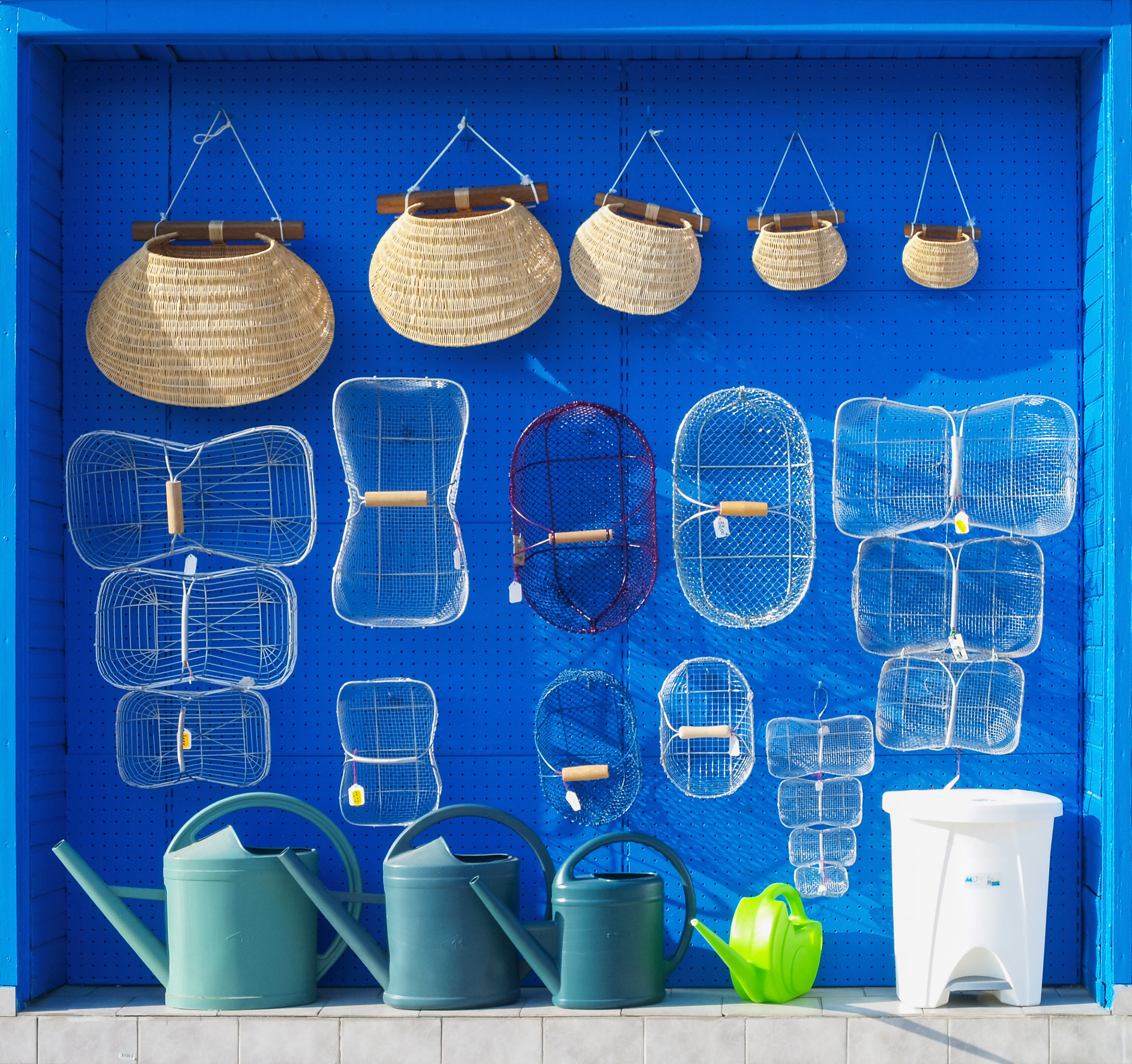
Paniers de pêche en osier et en métal à la devanture d'une quincaillerie

Voici quelques variétés qualifiés de "paniers"
- panier à pain ou panière,
- panier à provision le plus souvent sans couvercle
- panier à bouteille, offrant ses compartiments pour y caser des bouteilles,
- panier de marée,
- panier à salade[4] pour égoutter la salade
- panier à linge,
- panier à ouvrage, petite corbeille où les femmes ou couturières mettaient leurs ouvrages d'aiguille
- panier à bois, panier à bûches plus évasé
- panier de pique-nique
- panier caraïbe
- paniers de support ou de maintien, plus ou moins souples, par exemple intérieur pour les robes à panier ou extérieur pour protéger grosses bouteilles ou bonbonnes fragiles.
- autres paniers de maintien : Variété de protection en fascines, épis ou batardeau, autrefois en Cévennes peuplées, pour la protection des berges de ruisseaux ou des biefs, pour amortir le choc de l'eau ou en détourner le cours.
- panier de pêche, pour aller à la pêche et y ramener ses prises.
- panier de jardin pour la cueillette ou les innombrables paniers de récolte à forme spécifique.
- panier à vendange, baine pour la cueillette, "panier mannequin" des vignobles de Champagne (portant 80 à 100 kg de raisin) ou hotte de transporteur plus petite
- panier anglais, pour faire voyager les arbres rares, délicat et en pleine végétation avec terres et racines.
- "panier à somme", panier adapté au bât des bêtes de somme
- autres paniers de transport : nacelle d'aérostat ou de ballons d'aérostation, "hotte" à dos d'homme ou d'animal, "benne" sur des chariots de transport, paniers autrefois en paille ou en osier ou ruche à abeilles, dit panier à mouches etc.
- panier roulant, sorte de véhicule ou ustensile à mouvoir dans lequel les enfants apprenaient à marcher
- paniers de piégeage, par exemple pièges à oiseaux, nasses à poissons
- panier de basket, où basket désigne ici le jeu américain de basket-ball. Si basket est le mot anglais correspondant à notre "panier" et nos diverses "corbeilles" , son acception reste proche du français : a shopping basket, a clothes basket, a waste-paper basket désignent respectivement un panier de courses (pour les achats ou les provisions), un panier à habit ou vêtements à laver, une corbeille à papier. A basketmaker, littéralement un "fabricant ou faiseur de paniers ou de corbeilles" correspond à "un vannier".